# Christiane Taubira
Pour les articles homonymes, voir Taubira.
Christiane Taubira [kʁis.tjan to.bi.ʁa], née le 2 février 1952 à Cayenne (Guyane), est une femme politique française.
Elle commence sa carrière politique comme militante indépendantiste, puis participe à la création du parti politique guyanais Walwari en 1992. Députée de la Guyane de 1993 à 2012, elle est à l'origine de la loi tendant à la reconnaissance de la traite et de l'esclavage en tant que crime contre l'humanité. Elle est également députée européenne de 1994 à 1999.
Candidate du Parti radical de gauche (PRG) à l'élection présidentielle de 2002, elle arrive en treizième position du premier tour de scrutin, avec 2,32 % des voix.
Elle est garde des Sceaux, ministre de la Justice de 2012 à 2016, dans les gouvernements Jean-Marc Ayrault I et II, puis Manuel Valls I et II, sous la présidence de François Hollande. À ce titre, elle défend au Parlement le projet de loi ouvrant le mariage et l'adoption aux couples de personnes de même sexe. En désaccord avec le projet de déchéance de la nationalité française pour des personnes jugées coupables de terrorisme, elle démissionne en janvier 2016.
Souhaitant se présenter à l'élection présidentielle de 2022, elle remporte la primaire populaire mais retire sa candidature deux jours avant la date limite du dépôt des parrainages, faute d'avoir réuni les 500 signatures d'élus nécessaires.

## Biographie

### Famille, études et carrière professionnelle
Née à Cayenne le 2 février 1952, Christiane Taubira est issue d'une famille modeste — sa mère, Bertille, aide-soignante puis infirmière, morte à 49 ans (lorsque Christiane Taubira avait 16 ans), élevait seule ses onze enfants, dont cinq conçus avec le père de Christiane, Georges Taubira, épicier à Cayenne, qui les avait abandonnés.
Après avoir été scolarisée à Cayenne, où elle obtient un baccalauréat B, elle suit des études supérieures et obtient un DEA en sciences économiques à l'université Panthéon-Assas en 1977. Elle rédige son mémoire d'étude sur l'économie du pouvoir dans les formations sociales des pays en développement. Elle est également titulaire d'une licence en sociologie de l'université Paris-Sorbonne, actuelle Sorbonne Université, d'un diplôme d'études supérieures en ethnologie afro-américaine de l'université Paris-Diderot, actuelle Université Paris Cité, et a suivi un troisième cycle universitaire en agroalimentaire au Centre français de la coopération agricole,,,.
Elle devient professeure de sciences économiques en 1978.
À la fin des années 1970, Christiane Taubira rencontre Roland Delannon (d), dirigeant indépendantiste, qu'elle épouse en 1987 et avec lequel elle a quatre enfants, nés entre 1979 et 1988. Les époux se séparent en 2002, sur fond de crise politique, après que Roland Delannon constitue une liste dissidente de celle de son épouse lors des élections régionales de 1998.
Elle quitte l'enseignement en 1982 et prend successivement la tête de divers instituts d'économie locale en Guyane : la Coopération agricole Antilles-Guyane et la Confédération caraïbe de la coopération agricole entre 1982 et 1985, le Centre national des arts et métiers de Guyane entre 1983 et 1988, l’Assistance technique à la pêche artisanale en Guyane entre 1985 et 1990 puis l’Office de coopération et du commerce extérieur de la Guyane (OCCE-G) entre 1990 et 1993, un organisme dépendant du conseil régional de la Guyane. À ce titre, elle se voit confier un créneau pour des émissions au sujet de l'économie de la pêche et celle du milieu agricole par la radio locale RFO-Guyane, la faisant entrer dans le débat public et permettant la diffusion de ses idées au sein de la société guyanaise,.
Elle est également membre honoraire du conseil d'administration de la Fondation Danielle-Mitterrand - France Libertés.
Depuis fin 2024, Christiane Taubira occupe une chaire à l'université de São Paulo, au Brésil. Elle prépare dans ce cadre la COP30, où elle défendra la préservation de la forêt amazonienne, en s’appuyant sur le travail des soixante chercheurs qu’elle dirige.

### Parcours politique

#### Militante indépendantiste et création de Walwari
Elle commence sa carrière politique en 1978 comme militante indépendantiste, notamment au sein du Mouvement guyanais de décolonisation (MOGUYDE), que son mari Roland Delannon (d) a fondé en 1974. Elle dirige la revue indépendantiste Mawina. Selon Robert Chaudenson, « ces mouvements anticolonialistes, impliqués dans nombre d'attentats, étaient très violents. » Roland Delannon (d), avec l'aide de l'Union des travailleurs guyanais (UTG), prépare un attentat contre les installations pétrolières de Guyane qui échoue (le complot de Noël). Il est alors arrêté le 13 décembre 1974 avec 12 autres personnes. Elle affirme qu'elle a alors été obligée de vivre dans la clandestinité. Roland Delannon est emprisonné pendant dix-huit mois et l'arrestation des 13 personnes impliquées dans l'opération déclenche une grève générale de la part de l'UTG. Selon le magazine Valeurs actuelles, elle aide alors les clandestins et les militants guyanais détenus à la prison de la Santé.
Après l'arrivée de François Mitterrand à la présidence de la République en 1981, elle cesse le militantisme indépendantiste, constatant qu'il n'est plus soutenu par les Guyanais et fonde son activité professionnelle : elle devait signer un contrat de professeur-chercheur à l'université du Québec à Montréal lorsqu'elle est sollicitée pour s'investir en politique.
En 1992, elle cofonde avec son mari le parti Walwari et en prend la présidence.

#### Premiers mandats de députée de la Guyane (1993-2002)

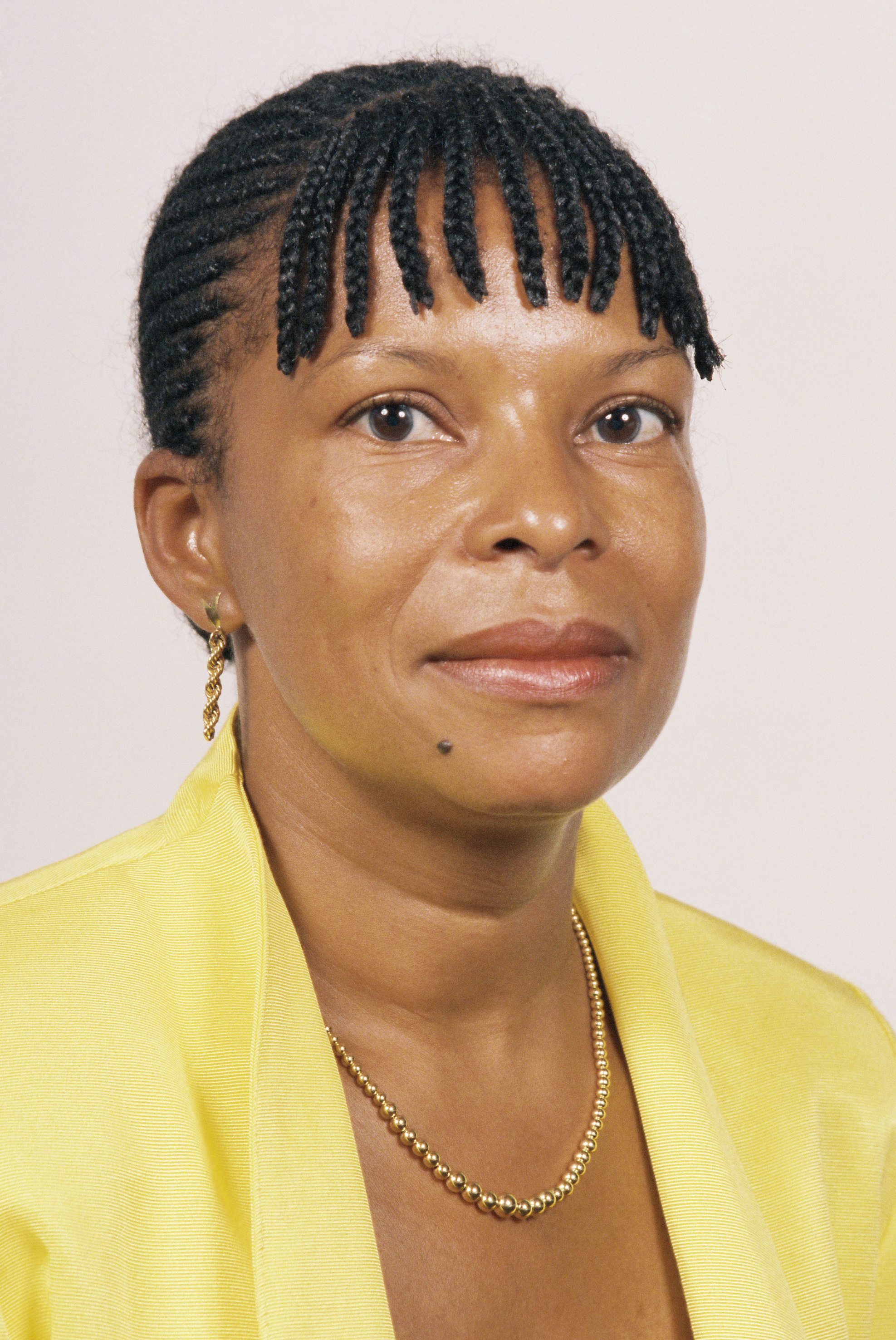
Portrait officiel de Christiane Taubira en tant que députée européenne (1994).

En 1993, elle est élue députée sans étiquette dans la première circonscription de la Guyane. Elle intègre un petit groupe parlementaire, République et liberté, et vote l'investiture du gouvernement Édouard Balladur (de droite). Elle affirmera ensuite à ce propos que « rien dans ce discours [de politique générale du Premier ministre] ne constituait un élément rédhibitoire à [s]on vote, dont le principe avait été décidé lors d’une assemblée générale de Walwari » et qui serait un moyen de « participer au climat d'apaisement » qu'elle dit désirer. Interrogée sur ce vote lors de sa campagne présidentielle de 2022, elle évoque « une erreur politique ».
Elle est quatrième de la liste Énergie radicale, menée par Bernard Tapie, aux élections européennes de 1994. Elle est ainsi députée européenne jusqu’à la fin de la législature, en 1999, en parallèle de son mandat de députée à l’Assemblée nationale.
En avril 1994, elle est observatrice parlementaire aux premières élections multiraciales en Afrique du Sud.
Après sa réélection à l’Assemblée nationale en juin 1997, elle rallie le groupe socialiste, et se voit confier par Lionel Jospin un rapport sur la recherche de l'or en Guyane. En 1998, elle se sépare de son mari après que celui-ci s'est présenté contre Walwari aux élections régionales de 1998 sans l'en avertir, se disant fatigué de l'hégémonie politique de son épouse. En 2014, elle exprime des remords dans la presse sur ce passage de sa vie.
Apparentée PS, elle rejoint ensuite le groupe RCV (PRG-MDC-Verts-PCR) au 22 novembre 2001.
Christiane Taubira donne son nom à la loi tendant à la reconnaissance de la traite et de l'esclavage en tant que crime contre l'humanité (no 2001-434), votée le 10 mai 2001, qui reconnaît comme crimes contre l'humanité, la traite négrière transatlantique et l'esclavage qui en a résulté, jusqu'à l'abolition de l'esclavage. La loi prévoit également l'insertion de ces faits historiques dans les programmes scolaires et le développement des recherches scientifiques s'y rapportant. Une des conséquences de cette loi est la création d'une « journée annuelle de la mémoire de l'esclavage », qui se tient tous les 10 mai.
La loi est critiquée car elle est considérée par certains comme loi mémorielle se limitant à la traite européenne et occultant les traites africaines et arabo-musulmanes. D'autre part, elle ferait preuve d'anachronisme en omettant l'esclavage actuel et, faisant écho à des revendications communautaires, menacerait avec son caractère prescriptif la liberté des historiens. Ce sentiment de menace est renforcé par l'opposition entre Christiane Taubira et l'historien de l'esclavage Olivier Pétré-Grenouilleau, au cours de l'affaire du même nom.

#### Candidate du PRG à l’élection présidentielle de 2002
En avril 2002, elle est la candidate du Parti radical de gauche à l'élection présidentielle.
L'historien Christophe Prochasson indique qu'elle fait alors figure d'« OVNI politique » et qu'elle n'est « pas très marquée à gauche » : « elle apporte des thématiques nouvelles plutôt de centre gauche, notamment sur le volet social et mémoriel », et « incarne une forme de modernité par rapport à la gauche traditionnelle », « aussi par sa personnalité » : « c’est une femme, noire, intellectuelle, dans un monde politique jusqu’ici dominé par les hommes blancs ». Sa campagne est axée sur deux thèmes : « l’égalité des chances » et la « solidarité pour tous »,. Elle formule plusieurs propositions libérales sur le plan économique, comme la baisse de l'imposition des foyers aux revenus les plus élevés, le développement de la retraite par capitalisation ou la suppression des cotisations sociales dans le financement de l’assurance-maladie,,.
Elle obtient 2,32 % des voix au premier tour et réalise l'essentiel de son score en France d'outre-mer, notamment dans son département d'origine, la Guyane, où elle est députée et où elle obtient 52,7 % des suffrages exprimés.
Selon certains socialistes, cette candidature a contribué à l'éparpillement des voix de gauche et a ainsi été l’une des causes de l'échec de Lionel Jospin à accéder au second tour de l'élection présidentielle, Christiane Taubira ayant obtenu quelque 660 000 voix alors que l’écart entre le Premier ministre et Jean-Marie Le Pen était de moins de 200 000 suffrages. D'après Jacques Séguéla, Christiane Taubira avait proposé une alliance à Lionel Jospin, qui n'aurait pas donné suite. Bernard Tapie, soutien de Christiane Taubira, avait rapporté que celle-ci tenta de négocier son retrait en échange d'un remboursement par le PS des frais déjà engagés par le PRG et d'une demande explicite de la part de Lionel Jospin, qui aurait refusé. Ce dernier nie tout contact avec la candidate des radicaux de gauche, avec qui il est resté par la suite en mauvais termes et à qui il attribue son élimination au premier tour de scrutin.

#### Dirigeante du PRG et proche des socialistes (2002-2012)

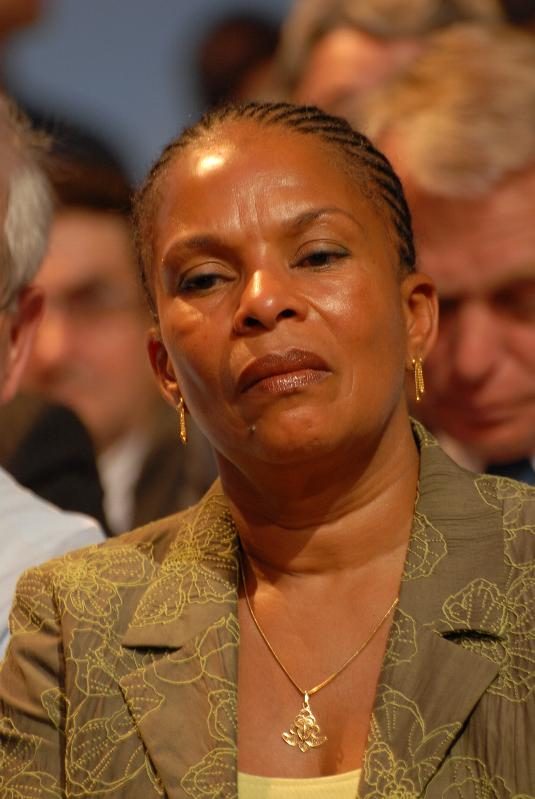
Christiane Taubira à un meeting de Ségolène Royal (Toulouse, 19 avril 2007).

Christiane Taubira est de nouveau élue députée au second tour, avec 65,3 % des voix, le 16 juin 2002, dans la première circonscription de la Guyane. Elle est apparentée au groupe socialiste. Tout en demeurant membre du parti guyanais Walwari, elle devient, à la suite du congrès de Toulouse d'octobre 2002, membre et première vice-présidente du Parti radical de gauche, fonction spécialement créée pour elle et supprimée au congrès de décembre 2004. Elle est en tête de la liste « Europe fraternelle » du PRG aux élections européennes de 2004, dans la circonscription Île-de-France : cette liste n'obtient que 1,54 % et aucun élu.
En 2004, elle vote contre la loi interdisant les signes religieux dans les écoles publiques alors que le texte est approuvé par ses collègues députés PRG comme Roger-Gérard Schwartzenberg ou Jean-Michel Baylet. Alors que les députés ont été 494 à voter pour, elle fait partie des 36 à voter contre. À la tribune de l’Assemblée, elle décrit le hijab comme « un défi lancé à l’invisibilité institutionnelle de populations refoulées à la périphérie des villes (…), parfois aussi l’expression d’une identité culturelle réduite à une exhibition de croyances » et considère que « cette discussion nous renvoie aussi à l’histoire coloniale de la France ».
Le 12 juillet 2006, elle se déclare candidate à l'investiture du Parti radical de gauche pour l'élection présidentielle de 2007. Le 22 octobre, le PRG réuni en Congrès renonce à présenter une candidature, préférant un accord avec le Parti socialiste sur les élections présidentielle et législatives. Elle quitte le parti à la fin de l'année 2006. Le 20 janvier 2007, Christiane Taubira rallie l'équipe de Ségolène Royal, où elle est nommée « déléguée à l'expression républicaine ». Par la suite, lors de la campagne des législatives de juin 2007, elle déclare avoir été « approchée » par l'entourage de Nicolas Sarkozy « avant la fin de la présidentielle » pour faire partie du gouvernement, mais « avoir alors décliné l'offre ». Elle est réélue députée avec 63,41 % des suffrages le 17 juin 2007 pour la XIIIe législature, dans la première circonscription de la Guyane. Elle est apparentée au groupe Socialiste, radical, citoyen et divers gauche.
En avril 2008, elle est chargée par le président de la République Nicolas Sarkozy d'une mission sur les accords de partenariat économique entre l'Union européenne et les pays ACP. Son rapport, remis deux mois plus tard, émet de lourdes critiques envers ces dispositifs, et formule des préconisations jugées audacieuses, mal reçues par l'Élysée, le chef de l'État n'ayant fait aucun commentaire.
Christiane Taubira est candidate, à la tête d'une liste divers gauche lors des élections régionales de 2010 en Guyane. Arrivée en tête des quatre listes de gauche en présence, elle conduit une liste d'union de la gauche au second tour. Le 21 mars 2010, avec 43,9 % des voix, elle est battue par le maire de Cayenne, soutenu par l'UMP, Rodolphe Alexandre (56,1 %). Elle siège dès lors dans l'opposition.
Le 14 décembre 2010, elle annonce son soutien à Arnaud Montebourg dans le cadre des primaires du Parti socialiste de 2011 pour l'élection présidentielle de 2012.

#### Garde des Sceaux, ministre de la Justice (2012-2016)

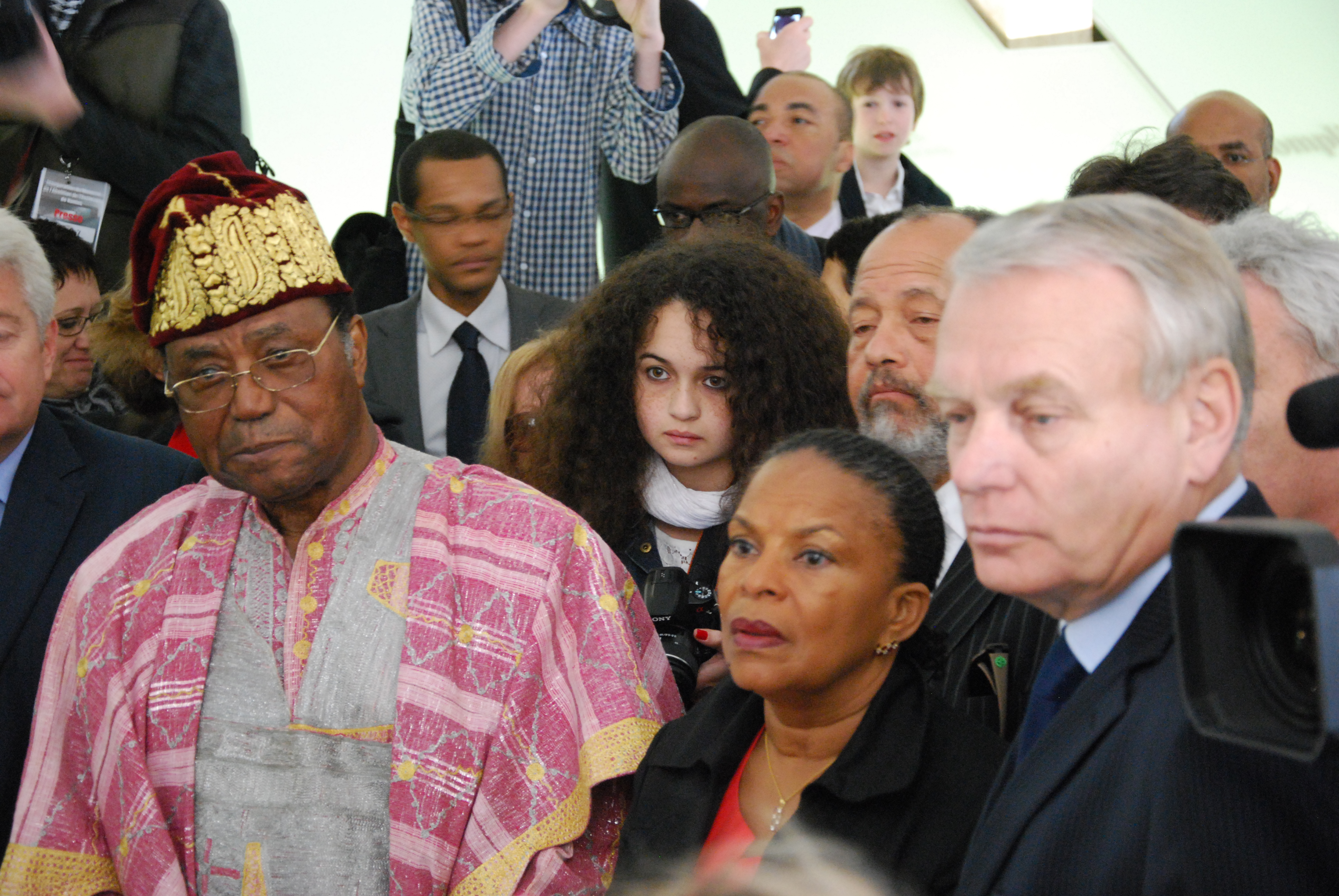
Christiane Taubira et Jean-Marc Ayrault à l’inauguration du Mémorial de l'abolition de l'esclavage, pendant la campagne présidentielle de 2012.

À la suite de la victoire de François Hollande à l'élection présidentielle, elle est nommée pour la première fois au gouvernement le 16 mai 2012 en devenant garde des Sceaux, ministre de la Justice au sein du gouvernement Ayrault (dont 30 membres sur 35 sont issus du Parti socialiste).
Après la décision du nouveau Premier ministre disposant que tout ministre de son gouvernement qui se présente aux élections législatives et qui serait battu devrait démissionner, les médias annoncent que Christiane Taubira renonce à briguer un nouveau mandat parlementaire,. Par ailleurs, elle démissionne de son mandat de conseillère régionale de la Guyane le 31 août 2012.
Parmi les premières mesures qu'elle désire appliquer figurent une nouvelle loi contre le harcèlement sexuel avec Najat Vallaud-Belkacem et la suppression des tribunaux correctionnels pour mineurs tout récemment créés au profit des tribunaux pour enfants, afin de garantir la spécificité de la justice des mineurs. Dès sa nomination, elle est la cible des critiques de l'UMP et du FN, et l'annonce de cette suppression, prévue dans le programme du candidat Hollande, est qualifiée de laxisme par l'UMP,, mais est favorablement accueillie par les représentants de l'USM, le syndicat majoritaire de la magistrature.
Au premier trimestre 2013, confrontée à une vague de départs dans son équipe, la ministre est contrainte de remanier son cabinet ; elle embauche alors Christine Maugüé, membre du Conseil d'État et épouse d'un proche de François Hollande, Bernard Rullier, conseiller chargé des affaires parlementaires à l'Élysée.
En tant que garde des Sceaux, elle porte le projet de loi ouvrant le mariage aux couples de personnes de même sexe ainsi que l'adoption, qu'elle qualifie de « réforme de civilisation ». Lors des débats au Parlement, où elle est particulièrement présente, ses nombreuses prises de parole et son habileté suscitent le respect, plus que l'approbation, de l'opposition, qui avait pourtant fait d'elle une cible privilégiée lors de ses débuts au gouvernement, faisant de ce débat un « moment » particulier de sa carrière politique,,,. Le projet de loi ouvrant le mariage aux couples de personnes de même sexe est approuvé par l'Assemblée nationale en seconde lecture par 331 voix contre 225 (opposition) et 10 abstentions.
À l'été 2013, elle met en œuvre un projet de réforme pénale, qui voit notamment la création de la « contrainte pénale ». Si la garde des Sceaux considère qu'il s'agit de la fin du « tout-carcéral », certaines de ses prises de position ont donné lieu à des divergences avec le ministre de l'Intérieur Manuel Valls et à un « procès en laxisme » intenté par la droite. La loi est promulguée le 15 août 2014.
Inspirée par les expériences canadiennes, Christiane Taubira met en place en 2014 la justice restaurative, qui a pour objectifs, après la prononciation des peines, l’écoute et l’instauration d’un dialogue entre les victimes et les auteurs et autrices afin de permettre l’apaisement et la reconstruction des premières et la responsabilisation des seconds ; l'ambition générale étant le rétablissement de la paix sociale,,.
Un an plus tard, sa loi d’adaptation de la procédure pénale au droit de l’Union européenne fait l'objet d'une censure de 27 sur 39 articles par le Conseil constitutionnel le 13 août 2015, dont des mesures visant la lutte contre la pédophilie et le financement de l'aide aux victimes, considérées comme des cavaliers législatifs.
Lors des élections territoriales de 2015 en Guyane, elle figure en onzième position sur la liste Walwari (section de Cayenne), qui recueille seulement 7,10 % des voix au premier tour.

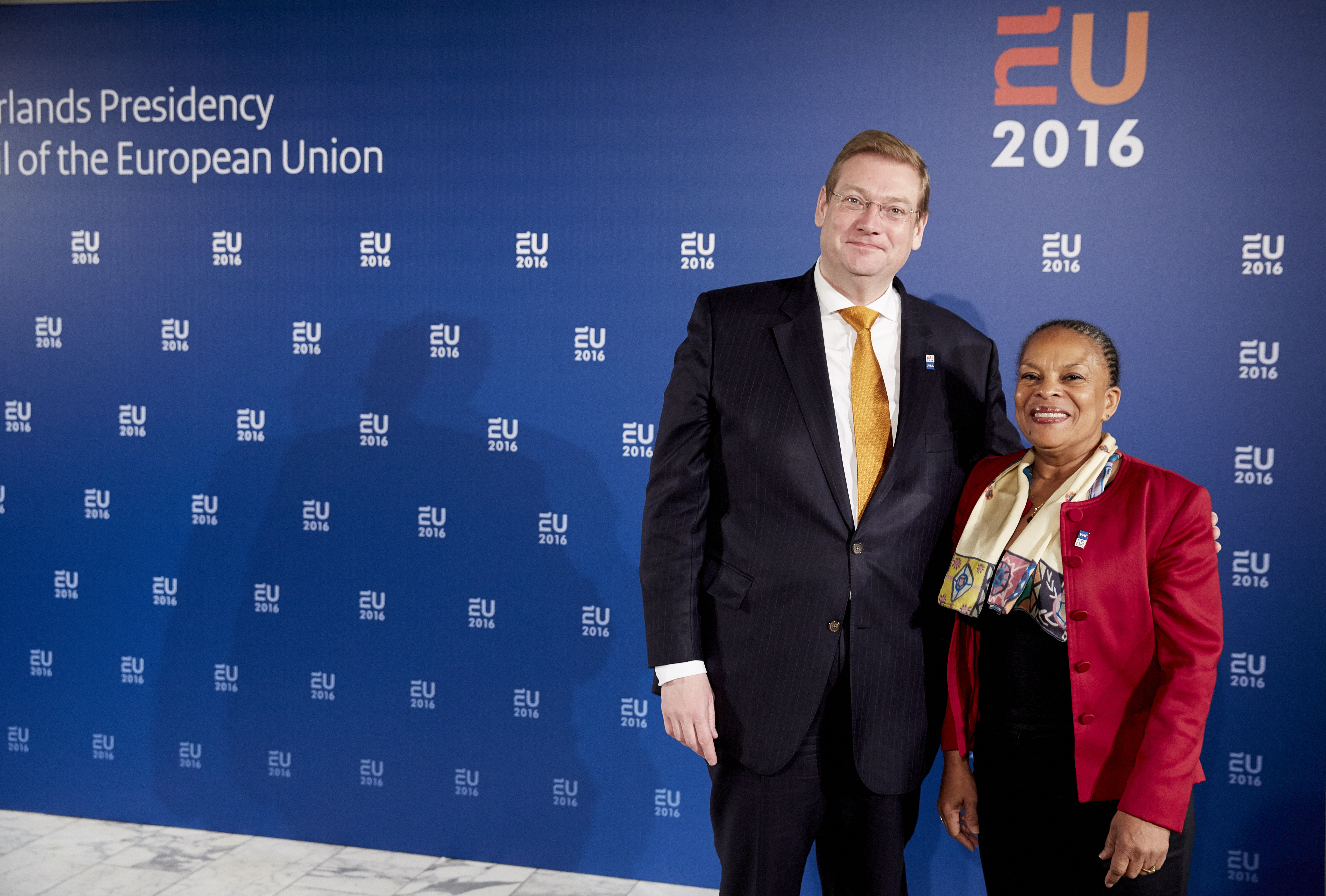
Christiane Taubira et son homologue néerlandais, Ard van der Steur, le 26 janvier 2016, la veille de sa démission du gouvernement Valls.

En désaccord avec le projet d'extension de la déchéance de la nationalité française pour les binationaux convaincus de terrorisme, elle déclenche une polémique, en décembre 2015, en annonçant sur une radio algérienne, Alger Chaîne 3, que le gouvernement français renonçait à ce projet alors que le Conseil des ministres du lendemain a maintenu cette proposition dans son projet de réforme constitutionnelle,. Le 27 janvier 2016, la démission de Christiane Taubira est annoncée par l’Élysée. Elle est remplacée par Jean-Jacques Urvoas, député du Finistère et président de la commission des lois à l'Assemblée nationale,.
L'annonce de sa démission est regrettée notamment au sein de l'aile gauche de la majorité, tandis que l'opposition de droite s'en réjouit et espère la fin d'une politique pénale qu'elle juge « laxiste »,. Certains acteurs de la sphère judiciaire, dont certains directeurs de prison, réfutent cette accusation, tandis que la plupart des syndicats de police se déclarent soulagés, estimant que Christiane Taubira incarnait une « culture de l'excuse », qu'ils estiment de nature à renforcer l'impunité des délinquants et à fragiliser l'action des forces de l'ordre. Son successeur au ministère de la Justice, Jean-Jacques Urvoas, évoque une justice « sinistrée ».
Alors que la surpopulation carcérale est estimée à son départ à environ 11 000 détenus, Le Figaro relève que « Christiane Taubira n'aura lancé durant sa mandature que l'agrandissement ou la création d'établissements à Majicavo (Mayotte), Ducos (Martinique) ou en Polynésie », soit 700 nouvelles places. Libération note de son côté que Christiane Taubira a été accusée de vider les prisons alors que la population carcérale a conservé une taille quasiment identique entre 2012 et 2015. La ministre de la Justice a aussi été accusée de généraliser les aménagements de peine mais les chiffres montrent qu'ils n'ont pas augmenté. Le point central de la réforme de la garde des Sceaux a été la contrainte pénale, un nouveau type de peine — effectuée en dehors des prisons — qui a été très critiqué et était censé concerner entre 8 000 à 20 000 condamnés chaque année, selon une étude d'impact présentée à l'Assemblée nationale. Or la contrainte pénale a été utilisée par les juges seulement 813 fois entre le 1er octobre 2014 et le 30 juin 2015. Sur une période de deux ans suivant la promulgation de la loi, la contrainte pénale a été utilisée 2 287 fois,.

#### Après le gouvernement (2017-2021)

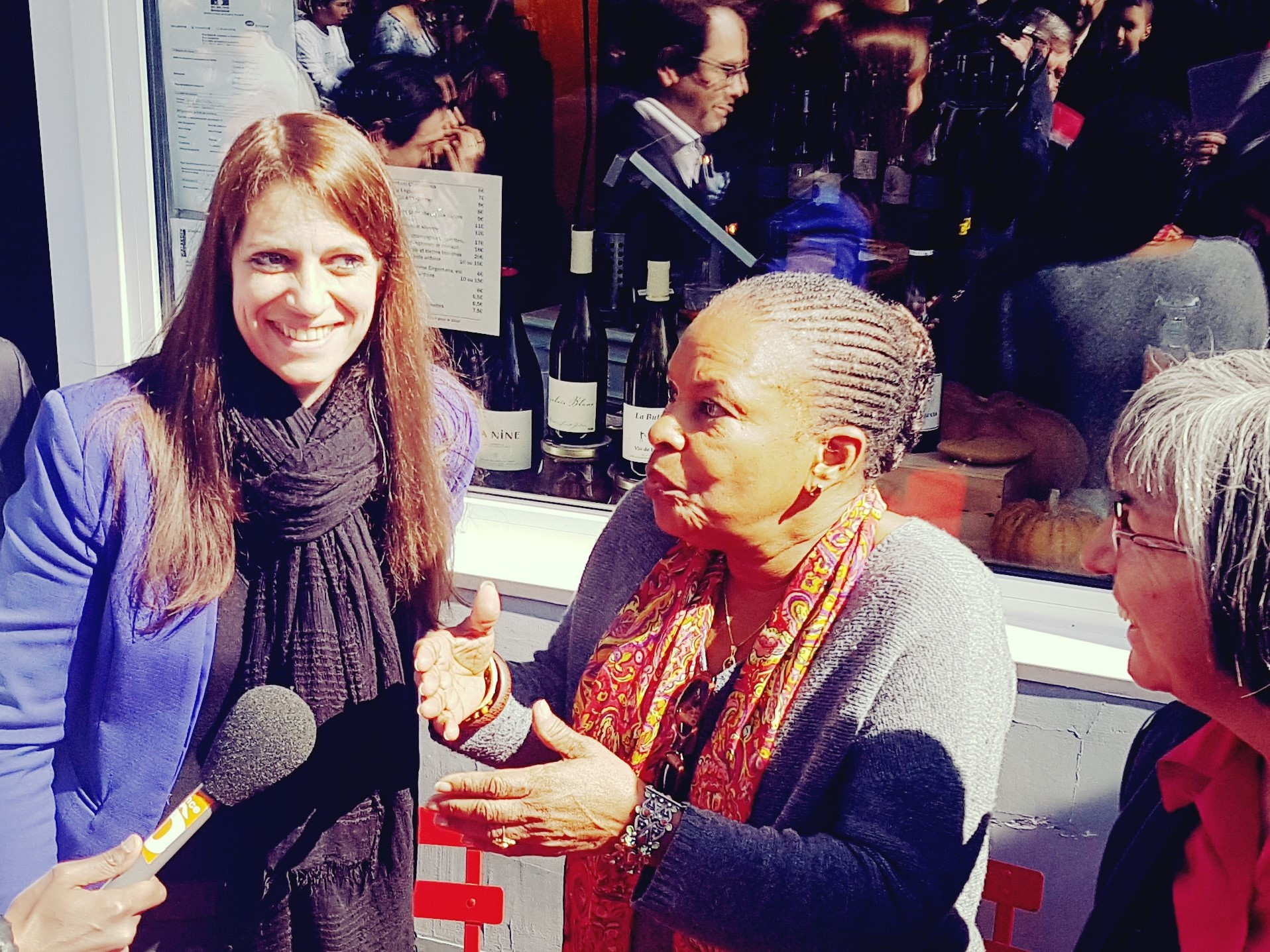
Christiane Taubira, entre Julie Sommaruga et Catherine Picard, lors d'un rassemblement en faveur du candidat socialiste, Benoît Hamon, durant la campagne présidentielle de 2017.

Après avoir conjointement encouragé les candidatures d'Arnaud Montebourg, Benoît Hamon et Vincent Peillon pendant la primaire citoyenne en vue de l'élection présidentielle de 2017, elle annonce son soutien à Benoît Hamon lors de sa convention d'investiture le 5 février 2017 à la Maison de la Mutualité. Au second tour de l'élection présidentielle, elle appelle à voter pour Emmanuel Macron.
Restant une figure populaire de la gauche et déplorant également l'inaction des gouvernements européens pour accueillir dignement les migrants, elle est courtisée par trois formations en vue des élections européennes de 2019 : PS, EÉLV et Génération.s, mais dit en 2018 ne souhaiter s'y engager que si la démarche est rassembleuse : « une gauche éclatée où chacun avance dans son couloir et ne se rend pas compte du désastre... Un rapprochement serait un minimum, mais cela ne suffira pas. ». Dix jours avant le scrutin, elle apporte son soutien à la candidature de l'essayiste Raphaël Glucksmann, à la tête de la liste Envie d'Europe écologique et sociale, investie par le Parti socialiste, Place publique, Nouvelle Donne et le Parti radical de gauche, alors en difficulté dans les sondages,. Cette liste obtient 6,2 % des suffrages et six députés européens.
Le 10 juin 2018, elle est présidente du jury du « prix Gisèle-Halimi » 2018, deuxième session du concours d'éloquence de la Fondation des femmes tenu à Paris à la Maison de la radio,. Le 19 décembre 2018, plus de 70 célébrités se mobilisent à l'appel de l'association Urgence Homophobie. Taubira est l'une d'elles et apparaît dans le clip de la chanson De l'amour,,.
Dans le cadre des élections régionales de 2021 en Île-de-France, elle apporte son soutien à la candidature de l'ancienne journaliste et adjointe à la maire de Paris, Audrey Pulvar, tête de la liste « Île-de-France en commun », qui est investie notamment par le PS, le PRG et PP.

#### Élection présidentielle de 2022
Un collectif « Taubira pour 2022 » voit le jour en juin 2020 et réunit près de 100 000 personnes sur Facebook et Instagram. En octobre 2021, elle arrive en tête des candidats proposés à la primaire populaire, qui compte alors encore moins de 130 000 signataires et dont l'objectif est de désigner un candidat commun de la gauche à l’élection présidentielle. Le 17 décembre 2021, Christiane Taubira annonce qu'elle envisage d'être candidate à l'élection présidentielle française de 2022, à condition de ne pas être « une candidate de plus »,.
Elle se prononce en faveur de la consultation appelée « primaire populaire », sans pour autant officialiser sa participation comme candidate. Elle estime que les divergences idéologiques entre les différents partis de gauche, notamment au regard du rapport à l'Union européenne ou de la transition énergétique, ne sont pas insurmontables et défend une revalorisation des salaires ainsi que le rétablissement de l'impôt sur la fortune, voulant faire de la santé, de l'éducation, de la justice et de l'environnement des causes prioritaires dans la perspective de la prochaine présidence de la République. Le 9 janvier, elle déclare qu'elle respectera le verdict de la primaire populaire, alors que Jean-Luc Mélenchon, Anne Hidalgo et Yannick Jadot, autres candidats désignés pour la primaire, refusent de se ranger derrière le vainqueur,.
Le 15 janvier 2022, à Lyon, elle annonce officiellement sa candidature à l'élection présidentielle en maintenant son idée de respecter le résultat de la primaire populaire. Elle présente alors ses premières propositions : « un revenu mensuel de 800 euros par mois pendant cinq ans » pour « les 46 % des jeunes (qui) sont obligés de travailler pendant leurs études » ; la revalorisation du SMIC à 1 400 euros net par mois ; la taxation du patrimoine « à partir de 10 millions d’euros » ; l'augmentation des bas salaires, avec la menace de la suppression des exonérations et subventions pour les entreprises récalcitrantes ; le recrutement de 100 000 soignants en « les rémunér[ant] correctement » ; l'augmentation du bonus écologique sous condition de ressources ; l'instauration d'une TVA à taux zéro sur les produits biologiques ; ou encore l’instauration du référendum d'initiative citoyenne.

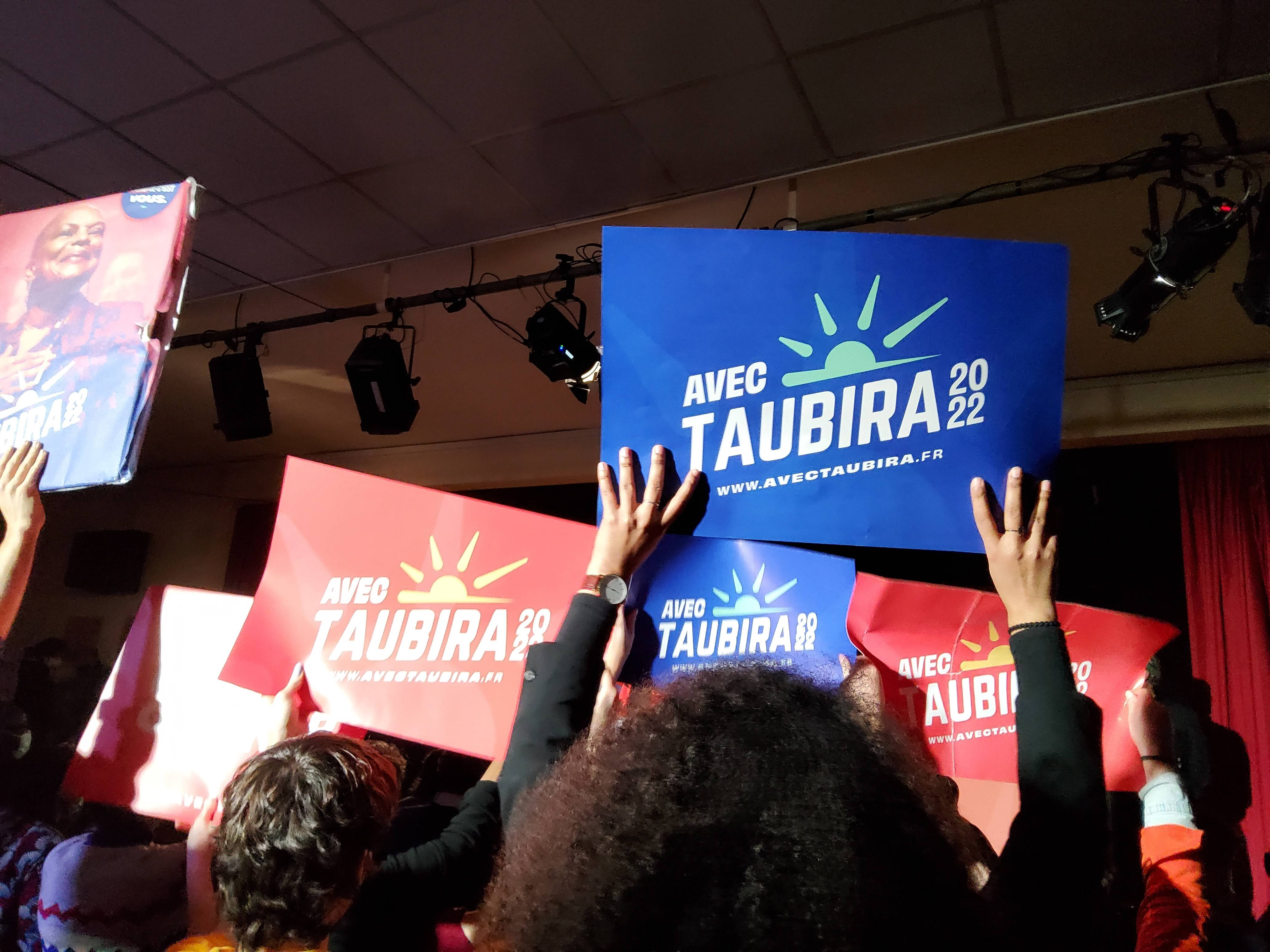
Meeting de Christiane Taubira à Créteil le 12 Février 2022

Son directeur de campagne est Axel Urgin, adjoint au maire de Créteil et conseiller maître à la Cour des comptes. Christian Paul, ancien député PS, est chargé du projet. Guillaume Lacroix, président du Parti radical de gauche, occupe le poste de conseiller politique, chargé des relations avec les partis politiques, et Elie Patrigeon, son ancien conseiller au ministère de la Justice , celui de chef de cabinet. Daniel Goldberg, ancien député PS, et Olivia Fortin, adjointe au maire de Marseille, sont promus porte-paroles de la campagne.
Elle remporte la primaire populaire le 30 janvier, avec la mention « bien + ».
Le 14 février, alors que sa candidature ne suscite pas l’adhésion dans les médias, le président du Parti radical de gauche, Guillaume Lacroix, annonce la mise en retrait de son parti de la campagne de Christiane Taubira en actant l'échec du rassemblement. Le 2 mars 2022, étant loin d’avoir recueilli les 500 parrainages nécessaires (le Conseil constitutionnel en a validé 181 en sa faveur la veille, à trois jours de la date limite), Christiane Taubira annonce le retrait de sa candidature présidentielle. Le 8 avril, elle appelle à voter pour Jean-Luc Mélenchon afin de former un cordon sanitaire face à l'extrême droite. Elle annonce son soutien à la liste de La France insoumise aux élections européennes de 2024.

## Travaux et prises de position

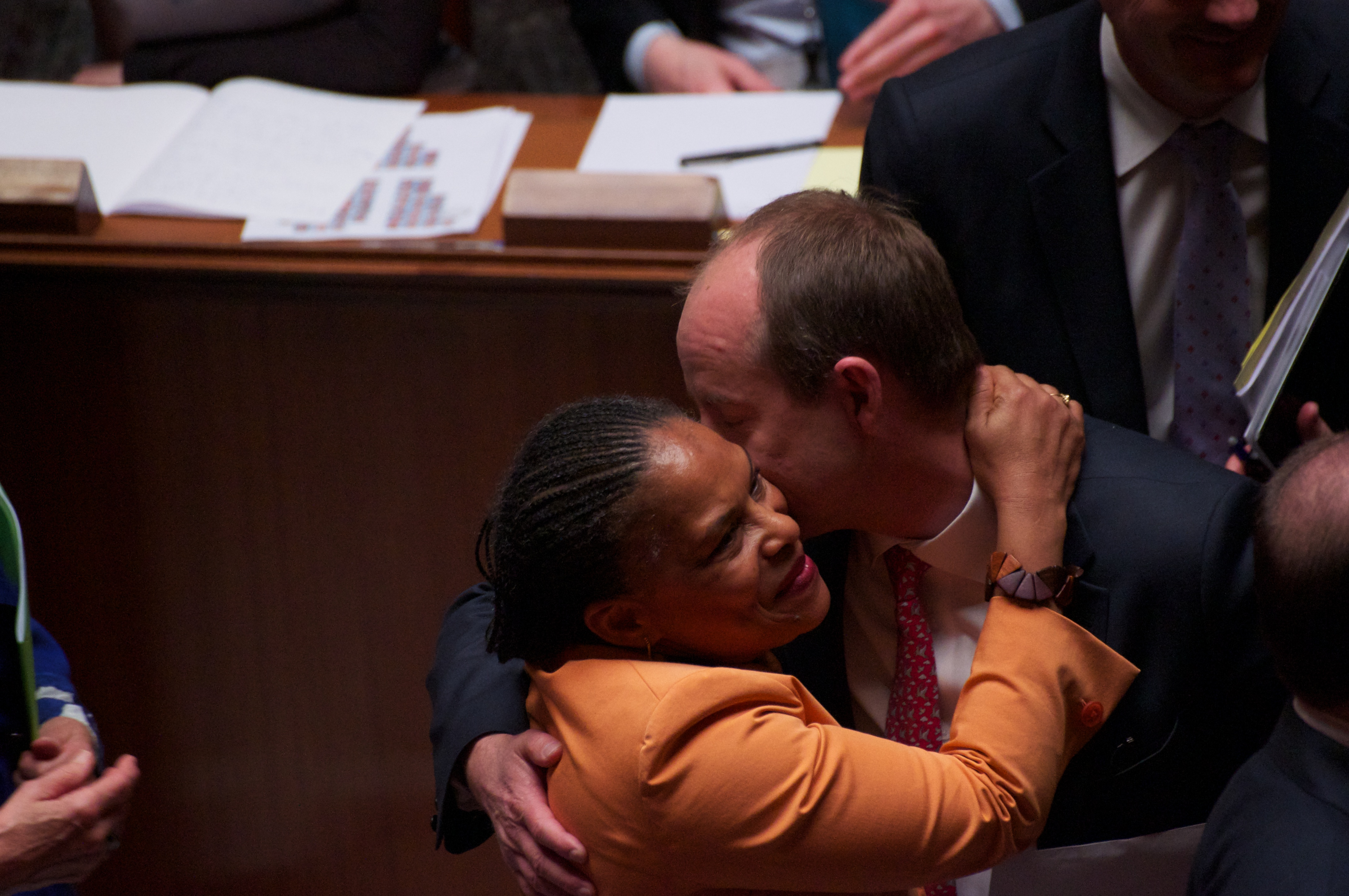
Christiane Taubira et Jean-Jacques Urvoas après le vote de la loi ouvrant le mariage aux couples homosexuels en 2013.

Ses prises de position personnelles entrent peu dans une logique de parti. Il lui est parfois reproché à gauche de se préoccuper des combats sociétaux plus que des luttes sociales.

### Réparations pour l'esclavage
À l'occasion de sa préface du livre Le Procès de l'Amérique, Christiane Taubira estime que « nulle réparation matérielle n’effacera un crime si grand que l’esclavage ou la colonisation », mais rappelle que le débat sur les réparations doit aussi se poser en France où l’État a eu selon elle un rôle central dans l'organisation de la traite négrière : « La réparation n’est pas que matérielle. Elle est politique et éthique. Quel sens cela a-t-il de vivre ensemble et de faire comme si le passé n’avait laissé aucune trace ? C’est un non-sens. Il faut avoir du courage, dépasser des préoccupations immédiates ».
Christiane Taubira rappelle que « des banques américaines, comme Lehman Brothers ou Morgan Chase, ont dû reconnaître qu’elles avaient possédé des esclaves ou accordé des prêts à des maîtres, dont la garantie était le cheptel d’esclaves. Certaines ont décidé de consacrer 5 millions de dollars - peu de chose par rapport à leur fortune - à des bourses pour des Africains-Américains. Quelle serait la dette de la France à l’égard des descendants d’esclaves ou des ressortissants des empires ? Si c’est insurmontable, on le dira. Mais l’essentiel aura été de s’y pencher. L’État étant profondément impliqué, il doit aussi pouvoir réparer par le biais, par exemple, de politiques publiques bien identifiées. ».
La députée de Guyane cite en exemple la mise en valeur du parler créole, le financement d'études sur les traces archéologiques de la vie des esclaves à l'époque, la toponymie, la pharmacopée de plantes que les esclaves ont développée pour se soigner afin de mettre en lumière ce « patrimoine qui montre que cette période ne fut pas seulement une longue et interminable nuit de souffrance et de violence ».

### Immigration en Guyane
En 2006, elle considère que le nombre des immigrés clandestins expulsés de Guyane (7 500 sur 50 000) est dérisoire. En 2007, elle déclare : « Nous sommes à un tournant identitaire. Les Guyanais de souche sont devenus minoritaires sur leur propre terre. ».

### Union européenne
En 2005, elle prend position pour le « non » lors du référendum français sur le traité établissant une constitution pour l'Europe, contrairement au PRG, dont elle est, à l'époque, encore vice-présidente.
Lors du référendum de 2010 sur le passage de la Guyane à un statut de collectivité d'outre-mer, elle est critique envers le caractère flou du projet, elle se prononce pour une autonomie accrue avant d'appeler à voter blanc.

### Pandémie de Covid-19
En septembre 2021, en ce qui concerne la vaccination contre la Covid-19 en Guyane, elle refuse d'appeler les Guyanais à se faire vacciner et de « prendre parti dans la guerre de tranchées » opposant la haute fonction publique, « qui varie dans ses consignes », et les protestataires, « qui ont perdu tout sens de la mesure », et dit trouver obscène qu'on puisse le lui reprocher. Elle précise sa position en répétant que « les arguments antivax sont un tissu d'imbécillités » et en rappelant qu'elle est elle-même « vaccinée, en Guyane, depuis quatre mois, sans en faire mystère ». En décembre suivant, elle dit respecter le « choix du gouvernement » sur l'instauration d'un passe vaccinal en remplacement du passe sanitaire, sans pour autant préciser sa position sur la question, tout en déclarant que « le vaccin est notre meilleure arme contre cette pandémie » et qu'il s'agit de « la meilleure façon de ne pas mettre, ni en épuisement, ni en fragilité, ni en danger » le personnel soignant. En janvier 2022, elle ne s'oppose pas à l’instauration du passe vaccinal.
Par la suite, le 24 janvier, elle se prononce en faveur d’une obligation vaccinale plutôt que du passe vaccinal, rejoignant ainsi la position du Parti socialiste.

## Cible d'attaques sexistes et racistes
Christiane Taubira a du faire face, au cours de sa carrière, à de nombreuses insultes sexistes et racistes,.
Elle autorise son parti Walwari à lancer une citation directe à l'encontre d'Anne-Sophie Leclère, une candidate du Front national qui avait relayé en octobre 2013 sur sa page Facebook une caricature raciste la comparant à un singe. En septembre 2016, le tribunal correctionnel de Paris condamne celle-ci à 3 000 euros d'amende avec sursis pour injure publique.
En novembre 2013, le Haut-Commissariat des Nations unies aux droits de l'homme condamne les propos, qu'il considère comme des attaques racistes, dont elle fait l'objet depuis plusieurs semaines, notamment sur la couverture de l'hebdomadaire d'extrême droite Minute, où figure sa photo accompagnée de la légende : « Maligne comme un singe, Taubira retrouve la banane ». L'hebdomadaire repousse l'accusation de racisme, arguant qu'il n'a fait qu'utiliser deux expressions françaises, « dont la seconde — la partie sur la banane — est familièrement utilisée pour décrire une personne en bonne forme ». À l'issue du procès en appel, qui se tient en juin 2015, une condamnation du directeur de Minute à 10 000 euros d'amende est prononcée, comme en première instance.
Après son annonce de candidature à l'élection présidentielle de 2022, Christiane Taubira subit à nouveau une vague de cyberharcèlement à caractère raciste sur le réseau social Gettr, plébiscité par l'extrême droite. Elle est comparée plusieurs fois à un singe, ou encore à la marque de boisson chocolatée Banania. Les commentaires n'ont pas été supprimés par la plateforme.

## Affaires judiciaires

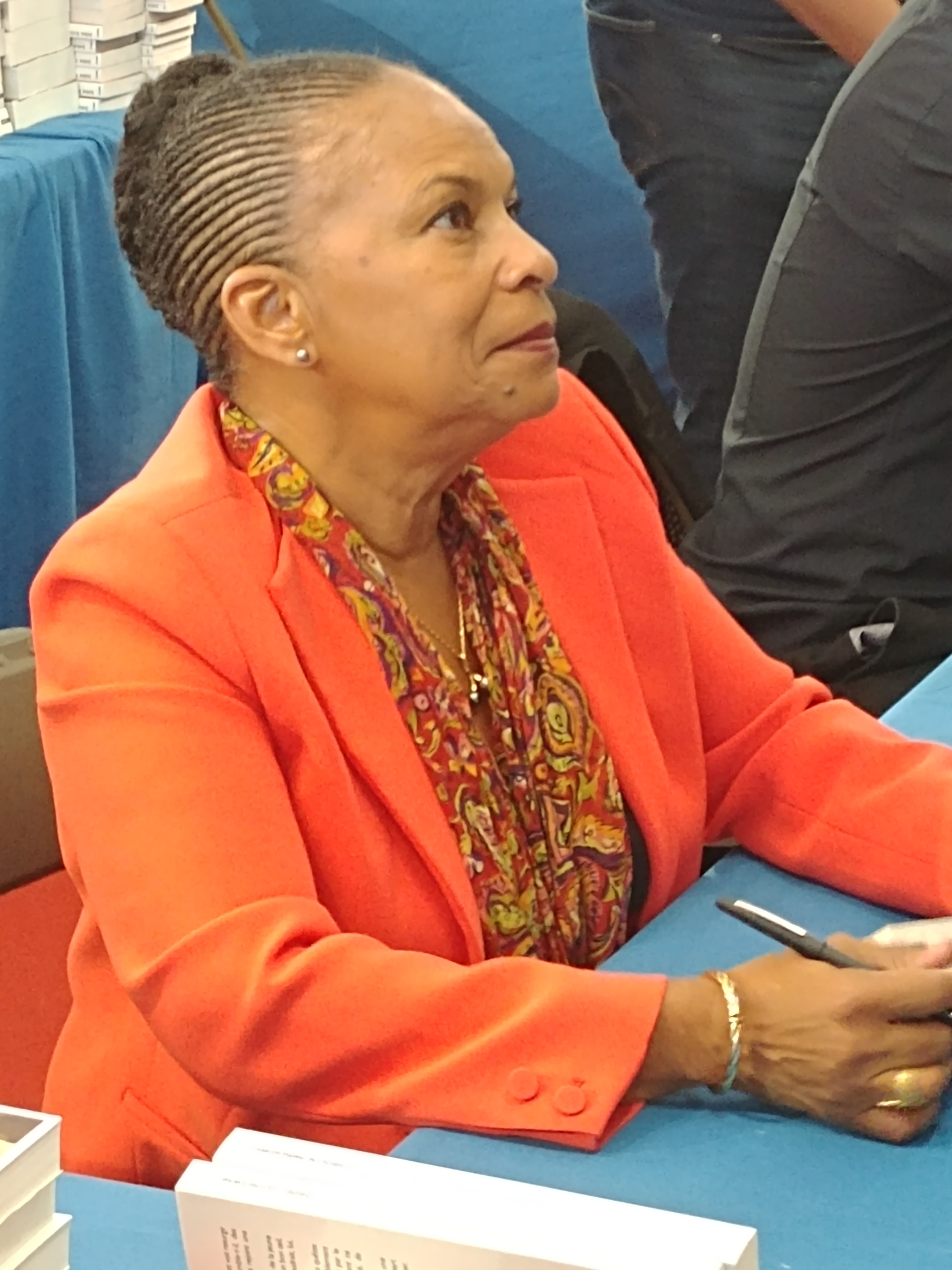
Christiane Taubira au Festival America de 2018, à Vincennes.

### Condamnation pour licenciement injustifié
En 2004, Sylvia Edom (son ancienne attachée parlementaire de 2002 à 2003) obtient aux prud'hommes la condamnation de Christiane Taubira pour licenciement injustifié et rupture de contrat à durée déterminée. Recrutée pour s'occuper des relations publiques et de la gestion des évènements de fin d'année, elle voit son contrat reconduit de six mois avant d'être licenciée pour faute grave. La députée lui reproche alors une « absence de planning de travail » et des « insuffisances professionnelles caractérisées », ce que conteste l'employée, soutenant avoir « été en butte aux exigences incessantes et à l'attitude humiliante de Mme Taubira, cela confinant à un harcèlement moral ». Les prud'hommes condamnent Christiane Taubira à verser 5 300 euros et Sylvia Edom obtient la requalification de ses deux CDD en CDI,.

### Non-lieu pour prise illégale d'intérêt
En décembre 2012, Patrick Buisson, conseiller de Nicolas Sarkozy lors de sa présidence et directeur de la société de sondages Publifact, porte plainte pour prise illégale d'intérêt contre Christiane Taubira. Patrick Buisson reproche à Christiane Taubira, alors ministre de la Justice, sa position de membre du comité de parrainage de l'association Anticor qui s'est constituée partie civile dans l'affaire des sondages de l'Élysée qui a valu à l'ancien conseiller de Nicolas Sarkozy une mise en examen. La plainte de Patrick Buisson est jugée recevable par la cour d'appel de Paris en 2014 et Christiane Taubira est entendue le 5 octobre 2016 par la juge d'instruction, Sabine Kheris, sous le statut de témoin assisté.
Le 11 avril 2017, les magistrats instructeurs ont rendu une ordonnance de non-lieu, conformément aux réquisitions du parquet.

## Synthèse des résultats électoraux

### Élection présidentielle
| Année | Parti | Parti | 1er tour | 1er tour | 1er tour | 1er tour |
| Année | Parti | Parti | Voix     | %        | Rang     | Issue    |
| ----- | ----- | ----- | -------- | -------- | -------- | -------- |
| 2002  |       | PRG   | 660 447  | 2,32     | 13e      | Éliminée |

### Élections législatives
| Année | Parti | Parti   | Circonscription  | 1er tour | 1er tour | 2d tour | 2d tour | Issue |
| Année | Parti | Parti   | Circonscription  | %        | Rang     | %       | Rang    | Issue |
| ----- | ----- | ------- | ---------------- | -------- | -------- | ------- | ------- | ----- |
| 1993  |       | Walwari | 1re de la Guyane | 42,81    | 1re      | 55,47   | 1re     | Élue  |
| 1997  | 49,10 | Walwari | 1re de la Guyane | 1re      | 64,76    | 1re     | Élue    |       |
| 2002  | 50,44 | Walwari | 1re de la Guyane | 1re      | 65,27    | 1re     | Élue    |       |
| 2007  | 36,67 | Walwari | 1re de la Guyane | 1re      | 63,41    | 1re     | Élue    |       |

### Élections européennes
| Année | Liste | Liste         | Circonscription | Position sur la liste | %     | Rang   | Sièges obtenus |
| ----- | ----- | ------------- | --------------- | --------------------- | ----- | ------ | -------------- |
| 1994  |       | MRG           | France entière  | 4e                    | 12,03 | 4e     | 13 / 87        |
| 2004  | PRG   | Île-de-France | 1re             | 1,54                  | 12e   | 0 / 14 |                |

### Élections régionales
Les résultats ci-dessous concernent uniquement les élections où elle est tête de liste.
| Année | Liste | Liste   | Région | 1er tour | 1er tour | 2d tour | 2d tour | Sièges obtenus |
| Année | Liste | Liste   | Région | %        | Rang     | %       | Rang    | Sièges obtenus |
| ----- | ----- | ------- | ------ | -------- | -------- | ------- | ------- | -------------- |
| 2004  |       | Walwari | Guyane | 17,98    | 4e       | Fusion  | 3e      | 7 / 31         |
| 2010  | 23,02 | Walwari | Guyane | 2e       | 43,89    | 2e      | 10 / 31 |                |

### Élections cantonales
| Année | Parti | Parti   | Canton           | 1er tour | 1er tour | Issue  |
| Année | Parti | Parti   | Canton           | %        | Rang     | Issue  |
| ----- | ----- | ------- | ---------------- | -------- | -------- | ------ |
| 1994  |       | Walwari | Cayenne Nord-Est | 27,23    | 2e       | Battue |

### Élections municipales
Les résultats ci-dessous concernent uniquement les élections où elle est tête de liste.
| Année | Parti | Parti   | Commune | 1er tour | 1er tour | 2d tour | 2d tour | Sièges obtenus |
| Année | Parti | Parti   | Commune | %        | Rang     | %       | Rang    | Sièges obtenus |
| ----- | ----- | ------- | ------- | -------- | -------- | ------- | ------- | -------------- |
| 1995  |       | Walwari | Cayenne | 34,56    | 2e       | 44,68   | 2e      | 10 / 43        |
| 2001  | 34,46 | Walwari | Cayenne | 42,02    | 2e       | 9 / 43  | 2e      |                |

## Distinctions
| Pays       | Date            | Établissement                       | Grade                           |
| ---------- | --------------- | ----------------------------------- | ------------------------------- |
| États-Unis | 30 janvier 2016 | Université du Wisconsin à Milwaukee | Doctor of Laws and Human Rights |
| Belgique   | 26 avril 2018   | Université libre de Bruxelles       | Docteure honoris causa          |
| Suisse     | 9 octobre 2020  | Université de Genève                | Docteure honoris causa          |

### Décoration
- Grand-croix de l'ordre de l'Aigle aztèque (Mexique), le 26 septembre 2016[155]

### Autres prix
- 2023 : citoyenne d'honneur de la ville de Montréal (Canada)
- 2024 : citoyenne d'honneur de la ville de Cayenne[156],[157].

## Publications

### Ouvrages
- L'Esclavage raconté à ma fille, Paris, Bibliophane, coll. « Les mots à cœur », 2002 (réimpr. 2006 et 2015), 165 p. (ISBN 2-86970-064-4 et 2-86970-122-5)
- Codes noirs : de l'esclavage aux abolitions, Paris, Dalloz, coll. « A savoir », 2006, 150 p. (ISBN 2-247-06857-X) (introduction)
- Rendez-vous avec la République, Paris, La Découverte, coll. « Cahiers libres », 2006, 195 p. (ISBN 978-2-7071-5091-2)
- Égalité pour les exclus : le politique face à l’histoire et à la mémoire coloniales, Paris, Temps Présent, 2009, 93 p. (ISBN 978-2-916842-01-1)
- Mes météores : combats politiques au long cours, Paris, Flammarion, 2012, 551 p. (ISBN 978-2-08-127895-0)
- Paroles de liberté, Paris, Flammarion, coll. « Café Voltaire », 2014, 138 p. (ISBN 978-2-08-133688-9)
- Murmures à la jeunesse, Paris, éditions Philippe Rey, 2016, 96 p. (ISBN 978-2-84876-529-7)
- Nous habitons la Terre, Paris, éditions Philippe Rey, 2017, 128 p. (ISBN 978-2-84876-611-9)
- Baroque Sarabande, Paris, éditions Philippe Rey, 2018, 173 p. (ISBN 978-2-84876-695-9)
- Nuit d'épine, Paris, éditions Plon, 2019, 288 p. (ISBN 978-2-259-27865-2)
- Gran Balan, Paris, éditions Plon, 2020, 480 p. (ISBN 978-2-259-30502-0)
- Ces morceaux de vie... comme carreaux cassés, Robert Laffont, 2021, 256 p. (ISBN 978-2-221-25950-4)

### Préfaces
- Préface du livre de Ta-Nehisi Coates  (trad. de l'anglais par Karine Lalechère), Le Procès de l'Amérique. Plaidoyer pour une réparation, Paris, Autrement, 2017, 96 p. (ISBN 978-2-7467-4464-6, présentation en ligne)
- Préface du livre de Céline Delavaux, La Voix des femmes. Ces grands discours qui ont marqué l'histoire, Paris, La Martinière, 2019, 192 p.
- Préface de Combattantes, une histoire de la violence féminine en Occident, Paris, Seuil, 2020, 264 p.